# Charaxes pelias
Charaxes pelias là một loài bướm thuộc họ Nymphalidae, được tìm thấy ở Nam Phi.
Sải cánh dài 60–70 mm đối với con đực và 65–75 mm đối với con cái.
Ấu trùng của Charaxes pelias ăn Hypocalyptus obcordatus, Osyris compressa, Colpoon compressum, Osyris lanceolata, và Rafnia.

## Hình ảnh

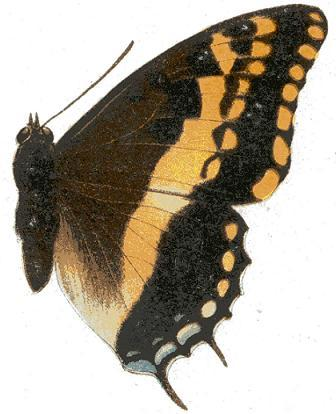
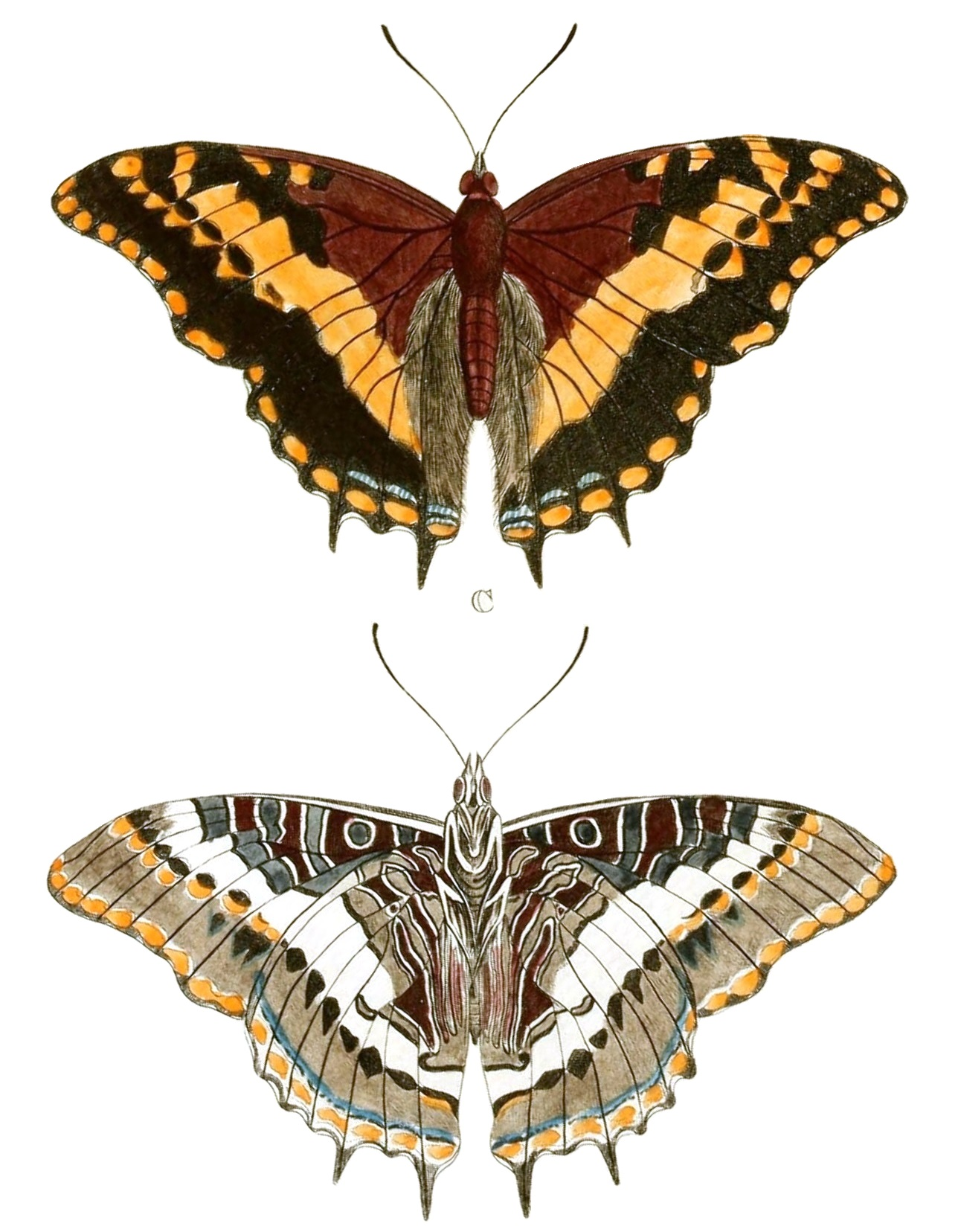